# Chrysolina purpurascens
Chrysolina purpurascens é uma espécie de artrópode pertencente à família Chrysomelidae.